# Köpmannen i Venedig (film)
Köpmannen i Venedig (engelska: The Merchant of Venice) är en amerikansk-italiensk-brittisk-luxemburgsk film från 2004 i regi av Michael Radford. I huvudrollerna ses Al Pacino, Jeremy Irons och Joseph Fiennes. Filmen är baserad på William Shakespeares pjäs med samma namn. Filmen hade svensk premiär den 1 april 2005.

## Handling
Köpmannen Antonio väntar på sina skepp med varor. När hans bäste vän, Bassanio, behöver pengar har han inga att låna ut. Istället går han i borgen för vännen som lånar av juden Shylock. Om Shylock inte får igen sina pengar på utsatt tid skall han få skära ett stycke kött ur bröstet på Antonio, vilket han gladeligen hellre gör då Antonio har visat hat mot judar och deras på den tiden, icke omtyckta utlåning av pengar mot ränta. Antonio som är säker på att hans skepp skall komma när som helst går med på detta.
Men när pengarna skall betalas igen har hans skepp ännu inte dykt upp. Bassanio får sina pengar via sin nyblivna hustru Portia. Shylock erbjuds den dubbla summan, men han vägrar dock då pengarna kommit för sent. Han vill ha nöjet att få karva ut Antonios kött, och få hämnas judarnas förtryck. Det hela skall avgöras i domstol. Portia klär sig i manskläder och utger sig för att komma istället för en lagman man väntar på. Ingen, inte ens Bassanio, känner igen henne. Hon konstaterar att Shylock har sin fulla rätt att ta sin andel kött och han blir alltmer nöjd med utgången.
Men just när han tror att allt är klart säger Portia att han inte får ta en enda droppe blod och dessutom får köttstycket inte väga ett enda uns mer eller mindre än vad som skrivits i kontraktet. I så fall skall hela hans förmögenhet tillfalla staten och Antonio, och han själv döms till döden. Nu inser Shylock att det hela är omöjligt. Slutet blir att han tvingas konvertera till kristendomen och att testamentera hela sin förmögenhet till Antonio och staten. Dottern har nyligen rymt hemifrån och gift sig med en kristen man.

## Rollista i urval
- Al Pacino - Shylock
- Jeremy Irons - Antonio, köpman
- Joseph Fiennes - Bassanio
- Lynn Collins - Portia
- Zuleikha Robinson - Jessica, Shylocks dotter
- Kris Marshall - Gratiano
- Charlie Cox - Lorenzo
- Heather Goldenhersh - Nerissa